# Teodora Cantacuzena (esposa de Aleixo IV de Trebizonda)
Teodora Cantacuzena Mega Comnena foi uma imperatriz-consorte de Trebizonda, esposa de Aleixo IV de Trebizonda, entre 1395 e 1426. Considerada muito bela de acordo com a crônica de Laônico Calcondilas, foi acusada depois pelo filho, João Mega Comneno, de ter tido um caso amoroso com o protovestiário da corte trebizondina. Contudo, outros relatos a descrevem como uma esposa amorosa e fiel que manteve a paz entre Aleixo e seus filhos. Seja como for, enquanto estava viva, João se manteve na Geórgia e só voltou quando ela morreu.

## Família
Segundo o bizantinista Donald Nicol, o parentesco de Teodora é "obscuro". A "Ecthesis Chronica" implica que ela seria filha de um protoestrator, uma função militar, e Nicol lembra que há razões cronológicas para identificar seu pai como sendo um tal Manuel Cantacuzeno, que foi enviado numa missão diplomática ao sultão otomano Maomé I, o Cavalheiro no inverno de 1420/1.

## Vida
Nascida em Constantinopla por volta de 1382, Teodora tinha apenas treze anos quando se tornou, em 1395, imperatriz-consorte do co-imperador Aleixo IV de Trebizonda, que tinha mais ou menos a mesma idade. Tornou-se imperatriz-reinante quando seu marido tornou-se o único imperador depois da morte de seu pai, Manuel III, em 1417.
Uma passagem na crônica de Calcondilas afirma que Teodora teria tomado como amante o protovestiário da corte de Trebizonda, um ato de adultério que teria compelido seu filho João a assassiná-lo e aprisionar os pais no palácio. Eles conseguiram escapar com a ajuda dos nobres locais, que exilaram João na Geórgia.
Porém, esta história só aparece nesta passagem, que é considerada uma das várias interpolações na crônica de Calcondilas. Um dos escribas de uma cópia do texto notou a diferença de estilos e acrescentou uma nota no começo da passagem afirmando que "isto parece ter sido escrito por alguém que não Laônico" e, no final da passagem, outra nota: "daqui em diante é Laônico". Além disso, a história é refutada pela cronologia e por outras fontes. É possível que o escritor tenha se confundido com um caso amoroso anterior entre um membro da dinastia imperial de Trebizonda e um protovestiário, que era o caso de Manuel III, o sogro de Teodora. Este primeiro caso foi relatado pelo embaixador de Henrique III de Castela na corte de Tamerlão, Ruy Gonzáles de Clavijo, que visitou Trebizonda em 1404, não muito depois do escândalo. Segundo ele, a relação induziu o jovem Aleixo IV, futuro marido de Teodora, a se rebelar contra o pai.
Manuel III morreu em 5 de março de 1417 e Aleixo IV o sucedeu, com Teodora como consorte. Ela permaneceu como imperatriz por quase uma década até sua própria morte em 1426. Teodora foi enterrada na Igreja da Teótoco Crisocéfalo no cemitério de Gidon junto com os demais imperadores de Trebizonda.
Aparentemente, foi apenas depois da morte de Teodora (1426) que João IV se revoltou contra o pai, que agora não tinha mais a esposa para mediar a relação com o filho. Basílio Bessarion elogia a virtude, piedade e fidelidade de Teodora nas três monódias dedicadas a ela, que o patrocinava, e num discurso especial consolatório composto para Aleixo, que ficou devastado com a morte de sua amada imperatriz. É importante notar ainda que o próprio João IV, depois de sua ascensão em 1429, elogiou as virtudes de sua finada mãe numa crisobula em favor do convento que ela havia fundado.

## Família
Teodora teve seis filhos com Aleixo IV:
- João IV de Trebizonda (ca. 1403–1460), reino depois da morte de Aleixo IV.
- Maria de Trebizonda  (ca. 1409–1439), casou-se com o imperador bizantino João VIII Paleólogo.
- Alexandre de Trebizonda, co imperador com o pai; casou-se com Maria Gattilusio, uma filha de Dorino de Lesbos.
- David de Trebizonda (ca. 1408–1463).
- Filha, casou-se com Jaã Xá da Confederação do Cordeiro Negro.
- Filha, casou-se com Durad Brankovic da Sérvia.